# Larians-et-Munans
Larians-et-Munans är en kommun i departementet Haute-Saône i regionen Bourgogne-Franche-Comté i östra Frankrike. Kommunen ligger i kantonen Montbozon som tillhör arrondissementet Vesoul. År 2022 hade Larians-et-Munans 280 invånare.

## Befolkningsutveckling
Antalet invånare i kommunen Larians-et-Munans
| Referens: INSEE |